# Enfrentamientos en Idlib de 2014
Enfrentamientos Armados de la Ciudad de Idlid de 2014: se refiere a una operación militar en la Gobernación de Idlib, durante la guerra civil siria, llevado a cabo por fuerzas rebeldes  yihadistas y salafistas principalmente respaldados por los rebeldes islamistas contra  fuerzas leales al Régimen sirio de Bashar Al Assad.

## Ataque rebelde
Los rebeldes del Frente al-Nusra lanzaron un ataque contra la ciudad de Idlib y Al-Mastouma durante la noche con el fin de partir la ciudad desde el sur. Durante este ataque, los coches suicidas se detonaron en cuatro puestos de control del ejército que rodean la ciudad, matando a «decenas» de soldados, mientras que los rebeldes capturaron el poblado de Tell al-Mastouma. El ejército sirio más tarde recuperó la colina. De acuerdo con el Observatorio Sirio de Derechos Humanos, diez soldados y nueve rebeldes murieron en la colina. Los rebeldes también lograron infiltrarse en la ciudad y se apoderaron de la mansión del gobernador y la sede de la policía con la ayuda de miembros de la policía local y los comités populares. Se aprovecharon de un corte de energía antes del amanecer, de acuerdo con el jefe de la policía de Idlib. Estos edificios fueron recapturados por las fuerzas pro gubernamentales, más tarde ese día después de que los rebeldes se retiraron de la ciudad. Se cree que los rebeldes decapitaron a por lo menos a setenta soldados (incluyendo oficiales del ejército) en los dos edificios que estaban deteniendo, antes de sacar. De acuerdo con un activista de la oposición en la ciudad, los rebeldes siguen ocupando los puestos de control de los alrededores que se tomaron en la mañana. [12] 
De acuerdo con el Observatorio Sirio de Derechos Humanos, al menos 20 combatientes progubernamentales, 15 rebeldes y cuatro civiles murieron durante la operación, mientras que Al-Masdar coloca la cifra de muertos a los 21 combatientes del gobierno (17 grupos paramilitares gubernamentales y 4 del Ejército) y 70 combatientes rebeldes. 
Las bajas entre los insurgentes incluyen una célula durmiente Jund al-Aqsa, que fue descubierto después de que el militar interceptó las comunicaciones de radio de los rebeldes,  y comandantes rebeldes locales. El Frente al-Nusra  afirmó que también había divido la ciudad, capturando a 12 soldados y se apoderaron de dos tanques durante la operación militar. 

## Enlaces
Rebeldes Islámicos abren nuevo frente de operaciones en siria  Archivado el 15 de junio de 2018 en Wayback Machine.
Ataque Insurgente en ciudad siria 
Ataque rebelde 
- Datos: Q18347708